# Ким Джэджун
Ким Джэджун (хангыль: 김재중, яп. ジェジュン; род. 1986), более известный как Джэджун — южнокорейский певец, композитор, актёр и модель. Участник южнокорейской поп-группы JYJ и JX, а также один из трёх бывших участников бой-бэнда DBSK. В Японии Джэджун также известен под своим сценическими псевдонимами Хиро Дзэдзюн (яп. 英雄在中). С 2013 года он расширил сферу своей деятельности в качестве сольного исполнителя, а в 2023 году основал собственное агентство iNKODE, где занимает должность директора по стратегии.

## Ранняя жизнь и образование
Хан Джэджун (한재준; 韩在俊) родился в Конджу, Чхунчхон-Намдо, Южная Корея. Его настоящий день рождения, как сообщила его биологическая мать, был 4 февраля, а не 26 января. В юном возрасте он был отдан на усыновление своей биологической матерью семье Ким, и его имя было изменено на Ким Джэджун. 21 ноября 2006 года мужчина по фамилии Хан подал иск против опекунов Кима. Хан утверждал, что он биологический отец Кима, и поэтому хотел получить родительские права. Хан назвал причиной судебного иска против законных опекунов Кима «несоблюдение надлежащих процедур перед регистрацией [Джэджуна] под опекой [законных опекунов]». Первое слушание должно было состояться в родном городе Кима, Конджу, 29 ноября 2006 года, но 22 ноября Хан снял обвинения с законных опекунов Кима. В ответ на это Ким опубликовал запись в дневнике на своем официальном сайте фан-клуба, и сказал, что два или три года назад его мать сообщила ему о существовании раздельных биологических родителей, и это стало для него настоящим шоком. Благодаря поддержке приемной матери его биологическая мать могла поддерживать с ним связь и время от времени встречаться, но местонахождение его отца было неизвестно. Он выразил свое желание жить под именем Ким Джэджун, а не под своим настоящим именем Хан Джэджун (한재준).
Когда Киму было пятнадцать, он сам переехал в Сеул, чтобы принять участие в прослушиваниях, проводимых SM Entertainment. Жизнь в Сеуле была сложной с финансовой точки зрения, и он перебивался случайными заработками, чтобы оплатить аренду, питание и обучение, и даже снимался в массовке в кино. В одном из интервью он признался, что в начальной школе у него была глухота, и его часто высмеивали за мечту стать певцом, но он сумел преодолеть это, практикуясь в одиночку.
Ким посещал начальную школу Конджу Чонгдон (중동초등학교), среднюю школу Национального университета Конджу (공주대학교 사범대학 부설중학교), высшую информационную школу Конджу (공주정보고등학교), а затем бросил учебу в 2001 году. В 2005 году он поступил в среднюю школу Ханама (하남고등학교) и киберуниверситет Кёнхи (경희사이버대학교) по специальности «разработка цифровых медиа».

## Музыкальная карьера

### 2003–2010: Участник TVXQ
В 2001 году, в возрасте пятнадцати лет, Ким прошел прослушивание в SM Entertainment и был принят в агентство. С 2003 по 2010 год он был ведущим вокалистом южнокорейской бойз-группы TVXQ. После того, как в начале 2010 года TVXQ взяли паузу, он и двое других участников группы, Ючхон и Джунсу, сформировали новое мужское трио, первоначально известное в Японии как JUNSU/JEJUNG/YUCHUN.
Ким исполнил сольную композицию «Maze» для пятого и последнего сингла TVXQ/Tohoshinki Trick Project «Keyword/Maze». Джэджун написал песню «Wasurenaide» (яп. 忘れないで, букв. «Не забывай»), который был включен в двадцать пятый сингл TVXQ/Tohoshinki «Bolero/Kiss the Baby Sky/Wasurenaide». Эта песня также вошла в их четвертый японский альбом The Secret Code, наряду с песнями «9095» и «9096», которые также были написаны Кимом. Песня «忘れないで» была использована в телевизионной рекламе косметики в Японии.
Помимо своей деятельности в качестве участника TVXQ, он спел песню «Insa» (인사, «Приветствие») для саундтрека к фильму «Первая любовь миллионера» (2006). Ким сотрудничал с The Grace при создании японской версии их песни «Just for One Day», которая вошла в их пятый японский сингл и дебютный альбом Graceful 4 (2007). Ким исполнил песню «Love» для саундтрека к фильму «Небесный почтальон» (2009), в котором он сыграл главную мужскую роль.

### 2009–2012: Формирование JYJ
В 2009 году Ким, Джунсу и Ючхон подали в суд на свое агентство SM Entertainment и покинули TVXQ, вскоре основав свою собственную группу JYJ. 30 сентября 2009 года Ким и еге коллега по группе Ючхон выпустили сингл собственного сочинения «Colors (Melody and Harmony) / Shelter». Дополнительный трек «Colors (Melody and Harmony)» был использован в качестве имиджевой песни к тридцать пятой годовщине Hello Kitty. Джэджун и Ючхон также приняли участие в записи альбома m-flo TRIBUTE -maison de m-flo, исполнив трек «Been So Long».
Их дебютный мини-альбом на японском языке The... был выпущен в сентябре 2010 года, а их первый концертный DVD с Токио Доум «Thanksgiving Live in Dome» занял 1-е место в японских чартах альбомов и DVD-дисков Oricon. Дебютный англоязычный альбом группы The Beginning был выпущен в октябре 2010 года при участии Канье Уэста.
В январе 2011 года они выпустили корейский мини-альбом Their Rooms «Our Story», в который вошли три собственные композиции Кима: «Pierrot» (삐에로), «Nine» и «I.D.S.». В апреле он совершил турне по Азии и Северной Америке с JYJ, а затем по Южной Америке и Европе. Он также был режиссером-постановщиком азиатской части тура. В сентябре группа выпустила студийный альбом In Heaven, который разошелся тиражом в 350 000 копий и занял первое место в чартах Gaon. Он сочинил две новые песни для альбома, «In Heaven» и «Get Out». Ким сочинил «In Heaven» в память о своем хорошем друге Пак Ен Ха, который покончил с собой.
Помимо своей деятельности в качестве участника JYJ, он также исполнил песни «Found You» и «For you It's Separation, For me It's Waiting» для саундтрека к телевизионной драме «Скандал в Сонгюнгване» (2010), «I'll Protect You» для фильма «Защитить босса» (2011) и «Living Like A Dream» для «Доктор Джин» (2012). «Living Like A Dream» была отмечена как лучший саундтрек дорамы корейской волны на церемонии вручения Seoul International Drama Awards.

### 2013–2017: Сольные корейские альбомы
17 января 2013 года Ким выпустил свой первый сольный корейский мини-альбом под названием I/MINE, альбом в рок-тематике, все тексты для которого были написаны Кимом. Альбом дебютировал на вершине еженедельных чартов Hanteo и Gaon в Корее. Он также был встречен с оглушительным успехом по всей Азии, возглавив корейский и японский музыкальные чарты Тайваня Five Music, еженедельный чарт Японии Shinseido и V-чарт K-pop Инь Юэ Тай. Он также возглавил рок-чарты iTunes в девяти странах. Кроме того, предварительно выпущенный сингл «One Kiss» и ведущий сингл «Mine» возглавили как отечественные, так и зарубежные чарты, включая немецко-азиатский музыкальный чарт. 26 и 27 января Ким провел два дня специальных концертов в KINTEX Ilsan, чтобы отпраздновать выход альбома, а также свой день рождения. Затем Ким выпустил переработанную версию своего альбома под названием Y, которая состоит из двух дополнительных треков: «Only Love» и «Kiss B». Альбом был встречен с успехом и разошелся тиражом в 50 000 копий после выхода.
Его первый полноформатный корейский сольный альбом WWW был выпущен 29 октября 2013 года.. Сингл под названием «Sunny Day» был выпущен в преддверии альбома и возглавил чарт iTunes EP в Японии. Впоследствии, в январе 2014 года, была выпущена переработанная версия альбома WWW: Remove Makeup, в которую вошел заглавный трек «Heaven», поп-баллада, написанная совместно с коллегой по лейблу Gummy. Для продвижения своего первого альбома Ким отправился в свое первое турне по Азии, в ходе которого посетил такие региональные страны, как Япония, Тайвань и Китай.
Он спел «싫어도 (Но я)» и «우연 (совпадение)» для дорамы «Треугольник» (2014), в которой он также сыграл главную роль. В июле 2014 года, в составе JYJ, они выпустят свой первый студийный альбом за три года «Just Us». Группа попала в музыкальные чарты с песней «Back Seat».
До своего призыва в армию в 2015 году Ким записал песни для своего второго корейского сольного альбома No.X, который был выпущен в феврале 12, 2016. После выхода он возглавил чарты iTunes в 39 странах мира и был назван самым популярным К-поп альбомом в Китае за 2016 год. В декабре 2016 года он завершил военную службу и вернулся в индустрию развлечений, сыграв свою актерскую роль в фильме «Люк» (2017).

### 2018–2022: Сольные альбомы
27 июня 2018 года Ким выпустил свой первый японский сингл «Sign / Your Love». 24 октября 2018 года он выпустил свой второй японский сингл «„Defiance“ / „Lavender“». Оба сингла были бы сертифицированы Японской ассоциацией звукозаписывающих компаний как золотые (было продано более 100 000 копий). Эти две песни войдут в его первый японский альбом Flawless Love, который был выпущен 10 апреля 2019 года. Этот дебютный альбом стал бы первым, когда он возглавил еженедельный рейтинг альбомов Oricon в качестве сольного исполнителя. Он продвигал альбом в Японии во время своего тура под названием «The Jaejoong Arena Tour 2019 – Flawless Love». Его второй японский альбом Love Covers был выпущен 25 сентября 2019 года и дебютировал на первом месте в еженедельном рейтинге альбомов Oricon. Альбом был удостоен Planning Award на 61-й церемонии Japan Record Awards и награды «3 лучших альбома (Азия)» на 34-й японской премии Golden Disk Awards.
14 января 2020 года Ким выпустил свой первый за четыре года корейский альбом — мини-альбом Love song (애요) с ведущим синглом «Tender Love». После выхода мини-альбома были объявлены города и даты его азиатского тура в 2020 году. Однако даты тура были перенесены из-за опасений, связанных с COVID-19.
10 марта 2020 года он выпустил свой третий японский сингл «Brava!! Brava!! Brava!!», который дебютировала на первом месте в недельном чарте Oricon. Это была вступительная песня к аниме-адаптации «Smile Down the Runway». Его третий японский альбом Love Covers II был выпущен 29 июля 2020 года и дебютировал на первой строчке еженедельного чарта Oricon. 30 августа 2020 года было объявлено, что он исполнит вступительную песню для аниме-адаптации «Noblesse» под названием «BREAKING DAWN», которая была написана и спродюсирована Хайдом. Песня будет иметь английскую, корейскую и японскую версии. Его тур по Японии, J-JUN LIVE TOUR 2020～BREAKING DAWN～, первоначально запланированный на октябрь 2020 года мероприятие был перенесен на весну 2021 года из-за пандемии COVID-19 в Японии. 18 сентября 2020 года Ким выпустил «Even If If I Call You» для BL веб-дорамы «Мистер сердце» (2020), что стало его первым корейским саундтреком за шесть лет. Вскоре за этим корейским саундтреком последовал еще один, когда 28 октября 2020 года он выпустил «Things We Should Love» к корейской дораме «Частная жизнь».
В апреле 2022 года Ким возобновил свою деятельность в Японии, дав живой концерт для своего японского фан-клуба. Он выпустил заглавную песню в дуэте с Ким Джунсу «六等星», что означает «Звезда шестой величины», для телевизионной адаптации манги «Waru - Кто сказал, что работать не круто?» 13 апреля 2022 года.
13 сентября 2022 года Ким выпустил свой первый за шесть лет корейский полноформатный альбом под названием Born Gene. Его азиатское турне в поддержку альбома включает в себя остановки в Сеуле, Куала-Лумпуре и Бангкоке. 9 ноября 2022 года он также выпускает японский альбом Fallinbow, за которым последует турне по Японии. 30 октября C-JeS Entertainment объявили, что Ким решил срочно отменить концерт в Японии из-за последствий давки на Хэллоуин в Итэвоне.

### 2023: Агентство iNKODE
В апреле 2023 года C-Jes Studio объявила, что контракт Кима истекает 22 апреля. 4 мая 2023 года он объявил о создании собственного агентства iNKODE. iNKODE сосредоточится на создании новых айдолов и управлении деятельностью Кима, а Ким будет исполнять обязанности директора по стратегии. Но Хен Тхэ, бывший вице-президент Cube Entertainment, будет исполнять обязанности генерального директора.
20 июля 2023 года был опубликован первый тизер нового YouTube-сериала Кима «Друзья Джэ» (кор. 재친구; Новая романизация: Jae-chingu), а первый эпизод с участием Tablo из Epik High вышел в эфир 27 июля 2023 года.

### 2024–наст.время: Формирование JX
Ким выпустил свой четвертый корейский альбом Flower Garden в июне 2024 года, отпраздновав свое 20-летие как музыкант. После того, как Ким не появился ни на одном корейском музыкальном шоу со времени своей судебной тяжбы с SM Town, 11 августа 2024 года было объявлено, что он станет музыкальным исполнителем Inkigayo после 16-летнего отсутствия. Он также вернулся к актерской карьере после семилетнего перерыва в фильме «Стиратель плохих воспоминаний» (2024), который транслировался на канале MBN.
iNKODE анонсировали свою первую женскую группу Say My Name, исполнительным продюсером которой стал Ким. Дебют группы запланирован на октябрь 2024 года.
6 сентября 2024 года в 12 часов утра по восточному времени двое оставшихся участников JYJ, Ким Джэджун и Сиа Джунсу, опубликовали тизер своего продолжающегося совместного проекта JX, который расшифровывается как «Джэджун и Сиа», в своем недавно созданном совместном аккаунте в социальных сетях. В тизере звучит закадровый голос дуэта, подчеркивающий их давнюю поддержку друг друга в трудные времена и намекающий на новую главу в их путешествии. После дебюта дуэта было опубликовано объявление о предстоящем концерте <IDENTITY> в KSPO Dome с 8 по 10 ноября.

## Актёрская карьера
До своего дебюта в качестве певца Ким работал статистом, сыграв солдата в фильме «38-я параллель». Вместе с другими участниками TVXQ он снимался в телевизионных программах «Театр Банджун» и «Каникулы».
В ноябре 2009 года Ким снялся вместе с Хан Хёджу в совместном корейско-японском телесериале «Небесный почтальон» в роли молодого человека, который доставляет письма, написанные живыми, мертвым и помогает задержавшимся призракам уладить их земные дела. В сентябре 2010 года он сыграл главную роль в японской телевизионной дораме «Трудно быть честным» на телеканале Fuji TV. В августе 2011 года он снялся в своем первом южнокорейском телесериале «Защитить босса» с Чхве Кан Хи и Чжи Соном. Он сыграл роль, казалось бы, идеального режиссера, известного своей деловой хваткой, который впадает в отчаяние и борется с ограничениями в своей жизни.
В мае 2012 года он снялся в исторической дораме «Доктор Джин» с Сон Сынхоном. Он сыграл роль высокопоставленного офицера полиции династии Чосон, незаконнорожденного сына премьер-министра эпохи Чосон и его наложницы. Это была его первая роль в сагыке, и его похвалили за игру. В том же году Ким дебютировал на большом экране в комедийном боевике «Кодовое имя: Шакал», сыграв звезду Халлю, которую похищает убийца (его играет коллега по лейблу Сон Чжи Хе). Его комичная игра в фильме вызвала положительный отклик у поклонников.
В мае 2014 года Ким снялся в дораме телеканала MBC «Треугольник» в роли мужчины, который, повзрослев, становится подонком-гангстером. Его игра принесла ему награду «За выдающиеся достижения, актёр» на 7-й церемонии вручения Korea Drama Awards в октябре того же года. В январе 2015 года Ким снялся в триллере KBS2 «Шпион» в роли гениального аналитика, работающего на Национальную разведывательную службу Южной Кореи. Дорама основана на израильской драме «Ячейка Гординых», модифицированной для описания отношений между Северной и Южной Кореей. В 2017 году Ким получил роль в дораме канала KBS 2 «Люк», как человек, который путешествует взад и вперед во времени, чтобы помешать свадьбе состояться.
Впервые за 10 лет Ким вернулся на развлекательные шоу в Южной Корее, выступив в качестве ведущего второго сезона «Вкус любви» в 2019 году. В 2020 году Ким стал ведущим сериала о путешествиях, в котором он отправился в Аргентину в одиночку, чтобы подружиться с незнакомцами для программы Lifetime Korea's «Travel Buddies», которая транслировалась в прямом эфире, 10 серий с 8 февраля 2020 года по апрель 2, 2020. Во время пресс-конференции Ким заявил: «У нас у всех были схожие опасения. В основном мы говорили о том, как изменить свою жизнь и достичь целей. Я уверен, что многие зрители сопереживали бы нам. Во время бесед я вспоминал о своих прошлых днях и глубоко задумывался о своем будущем. Таким образом, поездка была для меня не просто игрой и развлечением». Ким снимается во втором сезоне сериала «Travel Buddies», действие которого будет происходить в Южной Корее. Выход в эфир запланирован с конца апреля по начало мая 2021 года. 29 марта 2021 года Ким дебютировал в своем 6-серийном варьете под названием «ジェジュンＪ! (Джэджун Джей!)», который транслировался в Японии на канале BS SKY PerfecTV.
Летом 2021 года выйдет документальный фильм о жизни и карьере Кима под названием «Джэджун: В пути», снятый режиссером Джоном Х. Ли. В 2022 году Ким получил главную мужскую роль в корейской телевизионной драме «Стиратель плохих воспоминаний» с Чин Сеён в главной роли. Он снялся в качестве приглашенного гостя в третьем эпизоде телевизионной адаптации манги «Waru - Who said it's not cool to work?», для которой он также исполнил заглавную песню.

## Режиссерская карьера
Ким был исполнительным директором азиатского этапа мирового турне JYJ в 2011 году. В 2011 году он также участвовал в работе режиссерской группы LG Whisen Rhythmic All Stars.

## Личная жизнь
Ким помог запустить корейский модный бренд Moldir, который открылся в сентябре 2013 года. C-JeS Entertainment, его менеджмент, отметил, что у Кима «есть свой особый стиль и художественное чутье. Он поднимет это на более серьезный уровень со своей новой ролью арт-директора». Он владел наибольшим количеством акций компании и занимал должность арт-директора до тех пор, пока она не «закрылась на реструктуризацию» из-за проблем с COVID-19 в марте 2020 года. Ким также известен своими кулинарными способностями и выпустил две кулинарные книги «Романтические рецепты», том 1 и том 2. Первый том был выпущен 25 июля 2018 года и включал блюда французской кухни и был написан на японском языке. Второй том был выпущен 7 августа 2019 года, в нем представлены блюда корейской кухни, и он был опубликован на корейском и японском языках. Он считает, что его мать, владелица ресторана, вдохновила его на то, чтобы стать искусным кулинаром.
Ким был призван в армию 31 марта 2015 года, первые пять недель он проходил обязательную базовую подготовку в учебном центре новобранцев 1-й пехотной дивизии (Республика Корея) в Квангтан-Мене, Паджу, провинция Кенгидо. Позже он стал лучшим рекрутом среди 244 человек в своей группе, получив награду за выдающиеся достижения. Он служил в 55-й пехотной дивизии в Чоингу, провинция Йонгин, в качестве солдата действительной службы в течение 21 месяца, а также был участником военного оркестра. Он был уволен 30 декабря 2016 года.
1 апреля 2020 года, во время пандемии COVID-19 в Южной Корее, Ким опубликовал в своем аккаунте в Instagram пост, в котором утверждал, что у него положительный результат теста на COVID-19 из-за того, что он «[живет] беспечно, игнорируя все меры предосторожности, принятые правительством». Час спустя Ким опубликовал в своем Instagram извинение за то, что диагноз оказался ложным, что вызвало возмущение фанатов. Далее он объяснил, что его первоначальная публикация была направлена на повышение осведомленности об опасности вируса, отметив, что он лично знает людей, которые были инфицированы, а его отец недавно перенес операцию по удалению рака легких.

## Дискография

### Студийные альбому
| WWW                                                                                     | - Выпущено: 29 октября 2013 - Переработанная версия: Removing My Makeup, выпущена 20 января 2014 - Лейбл: C-JeS Entertainment - Формат: CD, digital download | 1 | 4  | — | - KOR: 182,940 - JPN: 18,828 |
| No.X                                                                                    | - Выпущено: 12 февраля 2016 - Лейбл: C-JeS Entertainment - Формат: CD, digital download                                                                      | 1 | 8  | 3 | - KOR: 85,420 - JPN: 19,930  |
| Born Gene                                                                               | - Выпущено: 13 сентября 2022 - Лейбл: C-JeS Entertainment - Формат: CD, digital download                                                                     | 5 | 13 | — | - KOR: 51,364 - JPN: 2,920   |
| Flower Garden                                                                           | - Выпущено: 26 июня 2024 - Лейбл: Inkode Entertainment - Формат: CD, digital download                                                                        | 7 | 13 | — | - KOR: 88,050 - JPN: 3,453   |
| Японские                                                                                | |   |    |   |                              |
| Flawless Love                                                                           | - Выпущено: 10 апреля 2019 - Лейбл: First JB Music - Формат: CD, digital download                                                                            | — | 1  | — |                              |
| Love Covers                                                                             | - Выпущено: 25 сентября 2019 - Лейбл: First JB Music - Формат: CD, digital download                                                                          | — | 1  | — | - JPN: 63,396                |
| Love Covers II                                                                          | - Выпущено: 29 июля 2020 - Лейбл: First JB Music - Формат: CD, digital download                                                                              | — | 1  | — | - JPN: 48,082                |
| Fallinbow                                                                               | - Выпущено: 9 ноября 2022 - Лейбл: First JB Music - Формат: CD, digital download                                                                             | — | 2  | — | - JPN: 28,091                |
| Love Covers III                                                                         | - Выпущено: 1 ноября 2023 - Лейбл: First JB Music - Формат: CD, digital download                                                                             | — | 4  | — | - JPN: 24,029                |
| "—" обозначает релизы, которые не попали в чарты или не были выпущены в данном регионе. | |   |    |   |                              |

### Мини-альбомы
| Название                        | Детали | Наивысшая позиция в чарте | Наивысшая позиция в чарте | Наивысшая позиция в чарте | Продажи                      |
| Название                        | Детали | KOR                       | JPN                       | US World                  | Продажи                      |
| Корейский                       | Корейский | Корейский                 | Корейский                 | Корейский                 | Корейский                    |
| ------------------------------- | --- | ------------------------- | ------------------------- | ------------------------- | ---------------------------- |
| I                               | - Выпущено: 13 января 2013 - Переработанная версия: Y, выпущена 26 февраля 2013 - Лейбл: C-JeS Entertainment - Формат: CD, Digital | 1                         | 8                         | 2                         | - KOR: 210,074 - JPN: 31,753 |
| Aeyo / Love Song (Singing Love) | - Выпущено: 17 января 2020 - Лейбл: C-JeS Entertainment - Формат: CD, digital                                                      | 1                         | 9                         | —                         | - KOR: 107,437 - JPN: 8,965  |

### Синглы
| Название                                   | Год       | Наивысшая позиция в чарте | Наивысшая позиция в чарте | Наивысшая позиция в чарте | Продажи        | Сертификация | Альбом        |
| Название                                   | Год       | KOR                       | JPN                       | JPN 100                   | Продажи        | Сертификация | Альбом        |
| Корейский                                  | Корейский | Корейский                 | Корейский                 | Корейский                 | Корейский      | Корейский    | Корейский     |
| ------------------------------------------ | --------- | ------------------------- | ------------------------- | ------------------------- | -------------- | ------------ | ------------- |
| «Mine»                                     | 2013      | 8                         | —                         | —                         | - KOR: 115,692 |              | I             |
| «Just Another Girl»                        | 2013      | —                         | —                         | —                         |                |              | WWW           |
| «Love You More»                            | 2016      | —                         | —                         | —                         |                |              | No.X          |
| «Tender Love»                              | 2020      | —                         | —                         | —                         |                |              | Love Song     |
| «Nobody Like You»                          | 2022      | —                         | —                         | —                         |                |              | Born Gene     |
| Японский                                   |           |                           |                           |                           |                |              |               |
| «Sign» / «Your Love»                       | 2018      | —                         | 2                         | 2                         | - JPN: 100,000 | - RIAJ: Gold | Flawless Love |
| «Defiance»                                 | 2018      | —                         | 3                         | 48                        | - JPN: 116,000 | - RIAJ: Gold | Flawless Love |
| «Brava!! Brava!! Brava!!» / «Ray of Light» | 2020      | —                         | 1                         | —                         | - JPN: 45,820  |              | Fallinbow     |
| «Breaking Dawn»                            | 2021      | —                         | 1                         | —                         | - JPN: 38,352  |              | Fallinbow     |
| «Fallinbow»                                | 2022      | —                         | 1                         | —                         |                |              | Fallinbow     |

### Музыкальные видео
| Название            | Год  | Режиссер   | Ист.    |
| ------------------- | ---- | ---------- | ------- |
| «Mine»              | 2013 | Неизвестно | [ 146 ] |
| «Just Another Girl» | 2013 | Неизвестно | [ 147 ] |
| «Love You More»     | 2016 | Неизвестно |         |

### Саундтреки
| Год  | Песня                                     | Альбом                         |
| ---- | ----------------------------------------- | ------------------------------ |
| 2006 | 인사 (Greetings)                          | A Millionaire's First Love OST |
| 2009 | 사랑아(Love)                              | Heaven's Postman OST           |
| 2010 | To You It's Goodbye, To Me It's Waiting   | Sungkyunkwan Scandal OST       |
| 2011 | "지켜줄게" (I'll Protect You)             | Protect the Boss OST           |
| 2012 | 살아도 꿈인 것처럼" (Living Like A Dream) | Dr. Jin OST                    |
| 2012 | Stay                                      | Jackal is Coming OST           |
| 2014 | 싫어도 (But I)                            | Triangle OST                   |
| 2014 | 우연 (Coincidence)                        | Triangle OST                   |
| 2020 | Even If I Call You                        | Mr. Heart (web drama) OST      |
| 2020 | Breaking Dawn                             | Noblesse anime OST             |
| 2020 | Things We Should Love                     | Private Lives OST              |

### Сочинение музыки и написание песен
| Year | Song                             | Artist(s)       | Album(s)                                      | Credits                |
| ---- | -------------------------------- | --------------- | --------------------------------------------- | ---------------------- |
| 2008 | "Don't Cry My Lover"             | TVXQ            | Mirotic                                       | Соавтор, со-композитор |
| 2008 | "Kiss Shita Mama Sayonara"       | TVXQ            | T                                             | Со-композитор          |
| 2009 | "Wasurenaide"                    | TVXQ            | The Secret Code                               | Соавтор, со-композитор |
| 2009 | "9095"                           | TVXQ            | The Secret Code                               | Соавтор, сопродюсер    |
| 2009 | "9096"                           | TVXQ            | The Secret Code                               | Соавтор, сопродюсер    |
| 2009 | "Colors~Melody and Harmony~"     | Jejung & Yuchun | Colors (Melody and Harmony) / Shelter (сингл) | Соавтор, сопродюсер    |
| 2009 | "Shelter"                        | JYJ             | Colors (Melody and Harmony) / Shelter (сингл) | Соавтор, сопродюсер    |
| 2010 | "Still in Love"                  | JYJ             | The Beginning                                 | Composer               |
| 2011 | "Nine"                           | JYJ             | Their Rooms "Our Story", In Heaven            | Соавтор, сопродюсер    |
| 2011 | "Pierrot"                        | JYJ             | Their Rooms "Our Story", In Heaven            | Соавтор, сопродюсер    |
| 2011 | "I.D.S."                         | JYJ             | Their Rooms "Our Story", In Heaven            | Соавтор, со-композитор |
| 2011 | "I'll Protect You"               | Kim Jae-joong   | Protect the Boss OST                          | Соавтор, со-композитор |
| 2011 | "Boy's Letter"                   | JYJ             | In Heaven                                     | Лирик                  |
| 2011 | "Get Out"                        | JYJ             | In Heaven                                     | Соавтор, сопродюсер    |
| 2011 | "In Heaven"                      | JYJ             | In Heaven                                     | Соавтор, сопродюсер    |
| 2012 | "No Gain"                        | Junsu           | Tarantallegra                                 | Соавтор, со-композитор |
| 2012 | "Living Like A Dream"            | Kim Jae-joong   | Dr. Jin OST                                   | Лирик                  |
| 2012 | "Until the Sun Rises"            | Baek Seung-heon | Until the Sun Rises                           | Соавтор, со-композитор |
| 2012 | "Stay"                           | Kim Jae-joong   | Jackal is Coming OST                          | Соавтор, со-композитор |
| 2012 | "Kiss B"                         | Kim Jae-joong   | Jackal is Coming OST                          | Соавтор, со-композитор |
| 2012 | "Healing for Myself"             | Kim Jae-joong   | Jackal is Coming OST                          | Соавтор, со-композитор |
| 2013 | "One Kiss"                       | Kim Jae-joong   | I/MINE                                        | Лирик                  |
| 2013 | "Mine"                           | Kim Jae-joong   | I/MINE                                        | Лирик                  |
| 2013 | "All Alone"                      | Kim Jae-joong   | I/MINE                                        | Соавтор, со-композитор |
| 2013 | "Only Love"                      | Kim Jae-joong   | Y                                             | Соавтор, со-композитор |
| 2013 | "On My Mind"                     | M.Pire          | New Born                                      | Соавтор, со-композитор |
| 2013 | "Light/Brighter"                 | Kim Jae-joong   | WWW                                           | Лирик                  |
| 2013 | "Don't Walk Awayv                | Kim Jae-joong   | WWW                                           | Лирик                  |
| 2013 | "Just Another Girl"              | Kim Jae-joong   | WWW                                           | Лирик                  |
| 2013 | "Butterfly"                      | Kim Jae-joong   | WWW                                           | Лирик                  |
| 2013 | "Rotten Love"                    | Kim Jae-joong   | WWW                                           | Соавтор, со-композитор |
| 2013 | "Let The Rhythm Flow"            | Kim Jae-joong   | WWW                                           | Лирик                  |
| 2013 | "I said I am sorry"              | Kim Jae-joong   | WWW                                           | Соавтор, со-композитор |
| 2013 | "9+1#"                           | Kim Jae-joong   | WWW                                           | Соавтор, со-композитор |
| 2013 | "Modem Beat"                     | Kim Jae-joong   | WWW                                           | Со-лирик               |
| 2013 | "Paradise"                       | Kim Jae-joong   | WWW                                           | Соавтор, со-композитор |
| 2014 | "But I"                          | Kim Jae-joong   | Triangle OST                                  | Лирик                  |
| 2014 | "Coincidence"                    | Kim Jae-joong   | Triangle OST                                  | Лирик                  |
| 2014 | "Let Me See"                     | JYJ             | Just Us                                       | Лирик                  |
| 2014 | "Babo Boy"                       | JYJ             | Just Us                                       | Лирик                  |
| 2014 | "Dear J"                         | JYJ             | Just Us                                       | Лирик                  |
| 2014 | "Let Me See"                     | JYJ             | Just Us                                       | Лирик                  |
| 2016 | "Good Morning Night"             | Kim Jae-joong   | No.X                                          | Лирик                  |
| 2016 | "Love You To Death"              | Kim Jae-joong   | No.X                                          | Лирик                  |
| 2016 | "Good Luck"                      | Kim Jae-joong   | No.X                                          | Соавтор, со-композитор |
| 2016 | "Blame"                          | Kim Jae-joong   | No.X                                          | Соавтор, со-композитор |
| 2016 | "Breathing"                      | Kim Jae-joong   | No.X                                          | Лирик                  |
| 2016 | "All That Glitters"              | Kim Jae-joong   | No.X                                          | Лирик                  |
| 2016 | "Meeting Again, Will Meet Again" | Kim Jae-joong   | No.X                                          | Лирик                  |
| 2016 | "You Know What?"                 | Kim Jae-joong   | No.X                                          | Лирик                  |
| 2016 | "Run Away"                       | Kim Jae-joong   | No.X                                          | Лирик                  |

## Фильмография

### Кино
| Год  | Название           | Роль         | Примечания           | Ист.    |
| ---- | ------------------ | ------------ | -------------------- | ------- |
| 2004 | 38-я параллель     | Массовка     |                      |         |
| 2009 | Небесный почтальон | Шин Чжэ Чжун |                      |         |
| 2012 | Кодовое имя: Шакал | Чхве Хен     |                      |         |
| 2021 | Джеджун: В дороге  | Он сам       | Документальный фильм | [ 153 ] |

### Телесериалы
| Год  | Название                      | Роль                       | Примечания      | Ист. |
| ---- | ----------------------------- | -------------------------- | --------------- | ---- |
| 2010 | Трудно быть честным           | Пак Сон Су / Доктор        | Японская дорама |      |
| 2011 | Защитить босса                | Ча Му Вон                  |                 |      |
| 2012 | Доктор Джин                   | Ким Кен Так                |                 |      |
| 2014 | Треугольник                   | Чан Дон Чхоль / Хо Ен Даль |                 |      |
| 2015 | Шпион                         | Ким Сон У                  |                 |      |
| 2017 | Люк                           | Бон Пиль                   |                 |      |
| 2024 | Стиратель плохих воспоминаний | Ли Гун                     |                 |      |

### Телешоу
| Год     | Название                    | Роль        | Примечания                | Ист.    |
| ------- | --------------------------- | ----------- | ------------------------- | ------- |
| 2013    | The Zoo is Alive 2          | Рассказчик  |                           | [ 154 ] |
| 2017–18 | Photo People                | Cast Member | 1-2 сезоны                |         |
| 2019    | Вкус любви                  | Panelist    | 2 сезон                   |         |
| 2020    | ジェジュンＪ! (Jaejoong J!) | Host        |                           |         |
| 2020–21 | Travel Buddies              | Host        | 1–2 сезоны                |         |
| 2021    | Hallyu Ike-kup              | Cast Member | совместно с Такуей Тэрада | [ 155 ] |
| 2021    | The Village Shop            | Cast Member |                           | [ 156 ] |
| 2022    | Hope TV                     | Special MC  | 5–6 эпизоды               | [ 157 ] |
| 2023    | Magic lamp                  | Cast Member |                           | [ 158 ] |

## Награды и номинации
| Награда                          | Год  | Категория                                    | Работа/Номинант       | Результат | Ист.    |
| -------------------------------- | ---- | -------------------------------------------- | --------------------- | --------- | ------- |
| Asia Artist Awards               | 2023 | Лучшая запись K-pop                          | Ким Джэджун           | Победа    | [ 159 ] |
| Asia Artist Awards               | 2023 | Лучший выбор                                 | Ким Джэджун           | Победа    | [ 159 ] |
| Азиатская киноакадемия           | 2019 | Награда «Следующее поколение»                | Ким Джэджун           | Победа    | [ 160 ] |
| BIFF — Asia Contents Awards      | 2019 | Награда за выдающиеся достижения             | Ким Джэджун           | Победа    | [ 161 ] |
| Golden Disc Awards               | 2017 | Награда за популярность в Азии               | Ким Джэджун           | Победа    | [ 162 ] |
| Japan Gold Disc Award            | 2020 | 3 лучших альбома (Азия)                      | Love Covers           | Победа    | [ 163 ] |
| Japan Record Awards              | 2019 | Planning Award                               | Love Covers           | Победа    | [ 164 ] |
| Korea Drama Awards               | 2012 | Выдающиеся достижения, актёр                 | Доктор Джин           | Номинация |         |
| Korea Drama Awards               | 2014 | Наивысшие достижения, актёр                  | Треугольник           | Победа    | [ 165 ] |
| MBC Drama Awards                 | 2012 | Лучший новый актёр                           | Доктор Джин           | Победа    | [ 166 ] |
| MBC Drama Awards                 | 2014 | Лучший актер в драматическом спецпроекте     | Треугольник           | Номинация |         |
| Nikkan Sports Drama Grand Prix   | 2010 | Лучший актер второго плана в весеннем сезоне | Трудно быть честным   | Победа    | [ 167 ] |
| Philippine K-pop Awards          | 2010 | Самый горячий айдол-мужчина                  | Ким Джэджун           | Победа    | [ 168 ] |
| Philippine K-pop Awards          | 2011 | Самый горячий мужчина-артист                 | Ким Джэджун           | Победа    | [ 169 ] |
| Philippine K-pop Awards          | 2012 | Самый горячий мужчина-артист                 | Ким Джэджун           | Победа    | [ 170 ] |
| SBS Drama Awards                 | 2011 | Новая звезда                                 | Защитить босса        | Победа    | [ 171 ] |
| Seoul International Drama Awards | 2013 | Лучший саундтрек к дораме корейской волны    | «Living Like A Dream» | Победа    | [ 172 ] |
| Shorty Awards                    | 2011 | Лучшая знаменитость в Твиттере               | Ким Джэджун           | Победа    | [ 173 ] |
| V Chart Awards                   | 2017 | Лучший артист мужского пола                  | Ким Джэджун           | Победа    | [ 174 ] |

## Примечание
1. ↑  Необходимо задать параметр title= в шаблоне {{cite web}}.  (кор.). Sports Hankooki (9 апреля 2009). Дата обращения: 22 сентября 2012. Архивировано 16 октября 2013 года.
2. ↑  Yoo, Sang-woo (21 января 2006). 악재 겹친 '동방신기', 비상. Daum (кор.). Архивировано из оригинала 12 ноября 2007. Дата обращения: 16 февраля 2007.
3. ↑  Kim, Sangho (22 ноября 2006). 동방신기 영웅재중, 친자 확인 소송. The Hankyoreh (кор.). Архивировано из оригинала 16 октября 2013. Дата обращения: 22 сентября 2012.
4. ↑  Ryoo, Chul-ho (23 ноября 2006). <속보>영웅재중 생부 가족, "재중이 위해 소송취하하겠다". Daum (кор.). Архивировано 12 ноября 2007. Дата обращения: 22 сентября 2012.
5. 1 2  Kang, Sujin (22 ноября 2006). 영웅재중 "난 김재중으로 살고파". Daum (кор.). Архивировано 12 ноября 2007. Дата обращения: 16 февраля 2007.
6. ↑  Необходимо задать параметр title= в шаблоне {{cite web}}.  (кор.). Daum News (2 июня 2011). Дата обращения: 7 ноября 2012. Архивировано 19 сентября 2011 года.
7. ↑  All About DBSK: Talk To You Jaejoong. SBS via YouTube. 2006.  Отметка времени: 2:00. Архивировано 15 декабря 2021.
8. ↑  ko:영웅재중 검정고시 때문에… 내년 大入 준비 (кор.). The Korea Times (15 ноября 2005). Дата обращения: 27 января 2017. Архивировано 20 декабря 2016 года.
9. ↑  ko:김재중, 9월 영장받고 10월 연기신청…"해외체류 이유로 軍 입대 미뤄" (кор.). Dispatch (22 ноября 2011). Дата обращения: 27 января 2017. Архивировано 2 февраля 2017 года.
10. ↑  Keyword/Maze (JEJUNG from TVXQ) (яп.). Yahoo! Music Japan. Дата обращения: 22 февраля 2009. Архивировано из оригинала 5 марта 2008 года.
11. ↑  TVXQ, movie – Subaru – recording new album's theme (яп.). Barks (22 января 2009). Дата обращения: 5 июня 2009. Архивировано 30 января 2009 года.
12. ↑  TVXQ, Japan 25th Single 'Bolero' released on the 29th (кор.). Joins! (29 января 2009). Дата обращения: 5 июня 2009. Архивировано 7 июля 2012 года.
13. ↑  Необходимо задать параметр title= в шаблоне {{cite web}}.  (яп.). Oricon (1 апреля 2009). Дата обращения: 20 июня 2009. Архивировано 26 июня 2009 года.
14. ↑  TVXQ's Hero "Solo" Affair (кор.). Hankook Ilbo (30 января 2006). Дата обращения: 22 февраля 2009. Архивировано 6 марта 2009 года.
15. ↑  The Grace's Japanese Single Goes Public (кор.). Newsen (7 августа 2007). Дата обращения: 22 февраля 2009. Архивировано 6 марта 2009 года.
16. ↑  JYJ. KBS World. Дата обращения: 22 сентября 2012. Архивировано 16 октября 2013 года.
17. ↑  Hero Jaejoong and Micky Yoochun to participate in M-flo's album. Yonhap News Agency (5 августа 2009). Дата обращения: 10 августа 2009. Архивировано 3 марта 2016 года.
18. 1 2  JYJ 김재중 총감독, 월드 투어 대만 콘서트 23일 개최 (кор.). Nate News (22 апреля 2011). Дата обращения: 27 сентября 2020. Архивировано 4 мая 2021 года.
19. ↑  JYJ "음반 첫 주문량 30만장 돌파" (кор.). Yahoo! (14 ноября 2011). Дата обращения: 7 ноября 2012. Архивировано 3 ноября 2011 года.
20. ↑  JUNSU PLAYS WITH FATE IN JYJ'S "IN HEAVEN" MV. MTVK (14 сентября 2011). Дата обращения: 14 января 2013. Архивировано 24 сентября 2011 года.
21. ↑  Kim Jae Joong to Sing Self-Written Song for ‘Time Slip Dr. Jin’ OST -… archive.ph (11 января 2013). Дата обращения: 11 октября 2024. Архивировано 11 января 2013 года.
22. ↑  Seoul to host global TV drama festival next month (англ.). koreatimes (29 августа 2013). Дата обращения: 11 октября 2024. Архивировано 3 августа 2017 года.
23. ↑  Kim Jae-joong to release debut solo album. Korea JoongAng Daily (19 декабря 2012). Дата обращения: 3 августа 2017. Архивировано 3 августа 2017 года.
24. ↑  JYJ's Kim Jae-joong wants to be a rocker. Korea JoongAng Daily (31 декабря 2013). Дата обращения: 3 августа 2017. Архивировано 3 августа 2017 года.
25. ↑  JYJ's Kim Jae Joong Sweeps the Hanteo Charts in Five Days. enewsWorld (21 января 2013). Дата обращения: 3 августа 2017. Архивировано 3 августа 2017 года.
26. ↑  Kim Jae-joong's rock impresses fans. Korea JoongAng Daily (2 февраля 2013). Дата обращения: 3 августа 2017. Архивировано 3 августа 2017 года.
27. ↑  JYJ's Kim Jae Joong Lands on China's MV Chart and Billboard. enewsWorld (4 февраля 2013). Дата обращения: 3 августа 2017. Архивировано 3 августа 2017 года.
28. ↑  "ソロデビュー"JYJ ジェジュン、アジアツアー開催予定 (яп.). Kstyle (25 января 2013). Дата обращения: 25 января 2013. Архивировано 29 января 2013 года.
29. ↑  JYJジェジュン主演『コードネーム：ジャッカル』、日本版ポスターを公開 (яп.). 財経新聞 (24 января 2013). Дата обращения: 25 января 2013. Архивировано 13 ноября 2013 года.
30. ↑  Kim Jae-joong's 'One Kiss' tops iTunes chart in five countries. Yonhap News Agency (9 января 2013). Дата обращения: 3 августа 2017. Архивировано 3 августа 2017 года.
31. ↑  JYJ Kim Jae Joong′s Solo Album Tops a German Monthly Chart. enewsWorld (5 мая 2013). Дата обращения: 3 августа 2017. Архивировано 3 августа 2017 года.
32. ↑  김재중, 솔로 앨범 발매 앞두고 8일 'ONE KISS' 선공개 (кор.). Nate (4 января 2013). Дата обращения: 4 января 2013. Архивировано 4 мая 2021 года.
33. ↑  JYJ′s Kim Jae Joong to Release Repackage Album 'Y'. enewsWorld (25 февраля 2013). Дата обращения: 3 августа 2017. Архивировано 3 августа 2017 года.
34. ↑  Kim Jae-joong's repackaged album is a hit. Korea JoongAng Daily (28 февраля 2013). Дата обращения: 3 августа 2017. Архивировано 3 августа 2017 года.
35. ↑  [NEW RELEASES] KIM JAE JOONG. Korea JoongAng Daily (5 ноября 2013). Дата обращения: 3 августа 2017. Архивировано 3 августа 2017 года.
36. ↑  JYJ singer No. 1 in Japan. Korea JoongAng Daily (17 октября 2013). Дата обращения: 3 августа 2017. Архивировано 3 августа 2017 года.
37. ↑  Some new 'Makeup' for Kim. Korea JoongAng Daily (20 января 2014). Дата обращения: 3 августа 2017. Архивировано 3 августа 2017 года.
38. ↑  Kim Jae-joong arrives in Japan for his Asia tour. Korea JoongAng Daily (22 января 2014). Дата обращения: 3 августа 2017. Архивировано 3 августа 2017 года.
39. ↑  KpopStarz. Kpop News, Kpop Star, Photos and Video. KpopStarz (4 июня 2014). Дата обращения: 20 сентября 2020. Архивировано 4 мая 2021 года.
40. ↑  JYJ, 컴백직후 6개 음원차트 1위+일부 줄세우기 '기염' (кор.). Star News (28 июля 2014). Дата обращения: 28 июля 2014. Архивировано 8 февраля 2015 года.
41. ↑  Kim Jaejoong To Make 1st Domestic Comeback In 4 Years. Soompi (28 ноября 2019). Дата обращения: 20 сентября 2020. Архивировано 19 декабря 2019 года.
42. ↑  February release for Kim's second solo album. Korea JoongAng Daily (5 декабря 2015). Дата обращения: 3 августа 2017. Архивировано 3 августа 2017 года.
43. ↑  Kim Jae-joong's 2nd studio album named favorite K-pop album in China for 2016. The Korea Herald (16 марта 2017). Дата обращения: 3 августа 2017. Архивировано 3 августа 2017 года.
44. ↑  '맨홀' 김재중, 그의 입대전 역대 출연작은?… '스파이-보스를지켜라' - 박가영 (кор.). 톱스타뉴스 (26 июня 2017). Дата обращения: 27 сентября 2020. Архивировано 4 мая 2021 года.
45. ↑  Kim Jae-joong to release first Japanese single (лат.). Kpop Herald (3 мая 2018). Дата обращения: 20 сентября 2020. Архивировано 12 июня 2019 года.
46. ↑  Mahadzir, Dzireena. Kim Jaejoong gets gold RIAJ for second single, 'Defiance'. The Star Online (1 декабря 1969). Дата обращения: 20 сентября 2020. Архивировано 4 мая 2021 года.
47. 1 2 3  Mahadzir, Dzireena. Kim Jaejoong releases first Japanese solo album 'Flawless Love'. The Star Online (10 апреля 2019). Дата обращения: 20 сентября 2020. Архивировано 4 мая 2021 года.
48. ↑  ジェジュン、日本1stソロアルバムが自身初の1位【オリコンランキング】 (яп.). ORICON NEWS (16 апреля 2019). Дата обращения: 20 сентября 2020. Архивировано 17 января 2021 года.
49. ↑  ジェジュン、初カバーで2作連続1位 CD＆デジタル同時1位【オリコンランキング】 (яп.). ORICON NEWS (1 сентября 2019). Дата обращения: 20 сентября 2020. Архивировано 4 марта 2020 года.
50. ↑  ベスト3アルバム（アジア部門）｜第34回日本ゴールドディスク大賞 (яп.). 日本ゴールドディスク大賞. Дата обращения: 11 октября 2024. Архивировано 30 июня 2020 года.
51. ↑  TBS. 『輝く！日本レコード大賞』 (яп.). Дата обращения: 11 октября 2024. Архивировано 24 августа 2020 года.
52. ↑  김재중, 초동 판매량 10만장 돌파…음반킹 저력 (кор.) (21 января 2020). Дата обращения: 25 января 2020. Архивировано 4 мая 2021 года.
53. ↑  김재중 "4년 만의 새 앨범, 새로운 모습 보여주고 싶었다" [화보] (кор.) (23 января 2020). Дата обращения: 25 января 2020. Архивировано 4 мая 2021 года.
54. ↑  Kim Jae-joong KL concert postponed, refund details to be announced. The Star Online (14 февраля 2020). Дата обращения: 21 сентября 2020. Архивировано 23 сентября 2020 года.
55. 1 2  ジェジュン、自身初のシングル1位を獲得【オリコンランキング】 (яп.). ORICON NEWS (17 марта 2020). Дата обращения: 20 сентября 2020. Архивировано 6 октября 2020 года.
56. ↑  ジェジュン、カバーアルバム第2弾が通算3作目の1位に【オリコンランキング】 (яп.). ORICON NEWS (4 августа 2020). Дата обращения: 20 сентября 2020. Архивировано 25 сентября 2020 года.
57. 1 2  Julian5. TVアニメ『NOBLESSE -ノブレス-』ジェジュンが歌うOP主題歌のプロデュースはHYDEが担当！HYDEから動画コメントも到着！ (яп.). Yahoo! Japan (23 августа 2020). Дата обращения: 26 сентября 2020. Архивировано 13 октября 2020 года.
58. ↑  『J-JUN LIVE TOUR 2020～BREAKING DAWN～』公演延期のお知らせ｜J-JUN JAPAN OFFICIAL SITE (яп.). J-JUN JAPAN OFFICIAL SITE. Дата обращения: 20 сентября 2020. Архивировано 16 сентября 2020 года.
59. 1 2  김재중, 오늘(18일) 웹드 '미스터하트' OST 공개..6년만에 참여 [공식] (кор.). entertain.naver.com (13 августа 2020). Дата обращения: 20 сентября 2020. Архивировано 4 мая 2021 года.
60. 1 2  씨제스 엔터테인먼트 l C-JeS on Instagram: "우리가 기다렸던 #김재중 의 목소리..." (кор.). C-Jes Official Instagram (28 октября 2020). Дата обращения: 28 октября 2020. Архивировано 1 ноября 2020 года.
61. ↑  ジェジュン、2年3ヶ月ぶりリアルライブで日本での活動再開「いきなり泣きそうになったよ」（オリコン） (яп.). Yahoo!ニュース (15 апреля 2022). Дата обращения: 15 апреля 2022. Архивировано 14 апреля 2022 года.
62. ↑  Kim Jun-su and Kim Jae-joong reunite to sing Japanese drama soundtrack. Korea JoongAng Daily (30 марта 2022). Дата обращения: 15 апреля 2022. Архивировано 15 апреля 2022 года.
63. 1 2  Kim Jae-joong drops third full-length album 'Born Gene'. Korea JoongAng Daily (13 сентября 2022). Дата обращения: 13 сентября 2022. Архивировано 13 сентября 2022 года.
64. ↑  J-JUN New Album「Fallinbow」(11/9 release) 収録楽曲解禁！｜J-JUN JAPAN OFFICIAL SITE (яп.). J-JUN JAPAN OFFICIAL SITE. Дата обращения: 13 сентября 2022. Архивировано 27 сентября 2020 года.
65. ↑  Tae, Yu-na. [공식] 김재중, 日나고야 공연 긴급 취소…이태원 참사 애도 "참담한 마음 (кор.). Ten Asia (30 октября 2022). Дата обращения: 30 октября 2022. Архивировано 30 октября 2022 года.
66. ↑  Jang Jin-ri. 김재중, '14년 인연' 씨제스와 결별…"매니지먼트 업무 종료"[전문] (кор.). SpotTV News (19 апреля 2023). Дата обращения: 21 апреля 2023. Архивировано 21 апреля 2023 года.
67. 1 2  선미경. 김재중, 신생 기획사 인코드 설립..큐브 출신 대표와 의기투합[공식] (кор.). Naver News (4 мая 2023). Дата обращения: 4 мая 2023. Архивировано 4 мая 2023 года.
68. ↑  스포탈코리아. 김재중, 본격 친구 만들기 프로젝트..‘재친구’ 티저 공개 (кор.). 스포츠전문 콘텐츠 기업 스포탈코리아 (21 июля 2023). Дата обращения: 6 сентября 2024. Архивировано 4 октября 2024 года.
69. 1 2 3  뉴스 : 네이버 TV연예. m.entertain.naver.com. Дата обращения: 11 октября 2024.
70. ↑  MSN. www.msn.com. Дата обращения: 6 сентября 2024. Архивировано 4 октября 2024 года.
71. ↑  [INTERVIEW] Kim Jae-joong's triple life as singer, actor and idol producer (англ.). koreatimes (26 июня 2024). Дата обращения: 6 сентября 2024. Архивировано 29 сентября 2024 года.
72. ↑  Jeong Hee-yeon. 김재중 제작 걸그룹=SAY MY NAME…첫 멤버 도희 공개 [공식] (кор.). Sports DongA (30 августа 2024). Дата обращения: 2 сентября 2024. Архивировано 30 августа 2024 года.
73. ↑  Kim Na-yul. 김재중 제작 걸그룹 세이마이네임, 두 번째 멤버는 카니 (кор.). Joynews24 (2 сентября 2024). Дата обращения: 2 сентября 2024. Архивировано 2 сентября 2024 года.
74. ↑  Jaejoong & XIA announce their joint concert, 'JX 2024 Concert 'IDENTITY' in Seoul' (англ.). allkpop. Дата обращения: 6 сентября 2024. Архивировано 6 сентября 2024 года.
75. ↑  JX (5 сентября 2024). JX (제이엑스) TRAILER | ‘JAEJOONG & XIA’. Архивировано 2024-09-05. Дата обращения: 6 сентября 2024 — YouTube. {{cite AV media}}: |archive-date= / |archive-url= несоответствие временной метки; предлагается 5 сентября 2024 (справка)
76. ↑  Writer, A. I. Kim JaeJoong and Kim JunSu to Hold 20th Anniversary Joint Concert 'JX 2024' (англ.). TRENDS - All the trends of Korea from K-Entertainment to the vibrant tapestry of K-culture and beyond! (6 сентября 2024). Дата обращения: 6 сентября 2024. Архивировано 4 октября 2024 года.
77. ↑  Kim Jae-joong and Kim Jun-soo (XIA) will hold a joint concert in November.The two will hold "JX 2024.. - MK (англ.). 매일경제 (6 сентября 2024). Дата обращения: 6 сентября 2024. Архивировано 4 октября 2024 года.
78. ↑  Retro Dance Queen Bae Seul Ki 'TVXQ Woman' (кор.). Hankooki (3 марта 2006). Дата обращения: 26 февраля 2009. Архивировано 6 марта 2009 года.
79. ↑  TVXQ, Theater Actors (кор.). Star Money (4 июля 2006). Дата обращения: 26 февраля 2009. Архивировано 6 марта 2009 года.
80. ↑  TVXQ's Hero Jae-jung's Movie Premiers. KBS World (9 ноября 2009). Дата обращения: 9 ноября 2009. Архивировано из оригинала 14 ноября 2009 года.
81. ↑  Jejung joins "Sunao ni Narenakute" cast. Tokyograph (9 марта 2010). Дата обращения: 9 марта 2010. Архивировано 22 сентября 2012 года.
82. ↑  Park So-jung "JYJ Kim Jaejoong eyes set on first Korea drama role" Архивировано 19 июня 2017 года. Asiae. June 23, 2011. Retrieved November 24, 2011
83. ↑  Choi, BoRan (21 февраля 2012). JYJ's Jae Joong turns into Joseon's charismatic military officer. Star News. Архивировано из оригинала 25 марта 2014.
84. ↑  Kim Jae-joong to star in 'Time Slip Dr. Jin' alongside Song Seung-hun. Korea JoongAng Daily (22 февраля 2012). Дата обращения: 3 августа 2017. Архивировано 3 августа 2017 года.
85. ↑  Kim Jaejoong Praised for His First Sageuk Acting in 'Dr. Jin'. enewsWold (28 мая 2012). Дата обращения: 3 августа 2017. Архивировано 3 августа 2017 года.
86. ↑  Ho, Stewart (20 апреля 2012). Kim Jae Joong Cast in His First Movie Opposite Song Ji Hyo. enewsWorld. CJ E&M. Архивировано из оригинала 3 января 2013.
87. ↑  Kim Jae-joong's fans seriously happy. Korea JoongAng Daily (19 ноября 2012). Дата обращения: 3 августа 2017. Архивировано 3 августа 2017 года.
88. ↑  Jae-joong picks 'Triangle'. Korea JoongAng Daily (18 марта 2014). Дата обращения: 3 августа 2017. Архивировано 3 августа 2017 года.
89. ↑  Kim Soo-hyun wins at drama festival (англ.). koreajoongangdaily.joins.com (2 октября 2014). Дата обращения: 11 октября 2024. Архивировано 7 сентября 2018 года.
90. ↑  Sung, So-young. Kim Jae-joong cast as lead in Spy. Korea JoongAng Daily (8 января 2015). Дата обращения: 14 января 2015. Архивировано 14 января 2015 года.
91. ↑  Hwang, Hye-jin. JYJ's Kim Jae Joong to Transform into Genius Analyst for Spy. enewsWorld (26 ноября 2014). Дата обращения: 25 декабря 2014. Архивировано из оригинала 29 ноября 2014 года.
92. ↑  Kim, Min-jin. Jaejoong's looks intense during filming of Spy. K-Pop Herald (16 декабря 2014). Дата обращения: 25 декабря 2014. Архивировано 16 декабря 2014 года.
93. ↑  Kim Jae-joong cast in KBS drama. Korea JoongAng Daily (14 июня 2017). Дата обращения: 3 августа 2017. Архивировано 3 августа 2017 года.
94. 1 2  "출연 자체가 감사" 김재중, '트래블 버디즈'로 안 '예능의 맛' (종합)[현장의 재구성] (кор.). Naver News (1 декабря 2019). Дата обращения: 30 марта 2021. Архивировано 4 мая 2021 года.
95. 1 2  JYJ's Jae-joong travels Argentina and wants to visit Antarctic (лат.). The Korea Times (4 февраля 2020). Дата обращения: 30 марта 2021. Архивировано 18 февраля 2020 года.
96. 1 2  김재중 여행예능 '트래블 버디즈', 시즌2 제작…"4월말~5월초 방영예정"(공식) (кор.). 싱글리스트 모바일 사이트 (19 марта 2021). Дата обращения: 30 марта 2021. Архивировано 21 марта 2021 года.
97. ↑  新レギュラー番組『ジェジュンＪ！』スタート！3月29日（月）21時よりBSスカパー! で放送開始！｜J-JUN JAPAN OFFICIAL SITE (яп.). J-JUN JAPAN OFFICIAL SITE. Дата обращения: 21 марта 2021. Архивировано 9 марта 2021 года.
98. ↑  ジェジュンJ！｜衛星放送のスカパー！ (яп.). ジェジュンJ！｜衛星放送のスカパー！. Дата обращения: 21 марта 2021. Архивировано 9 марта 2021 года.
99. ↑  ドキュメンタリー映画『 ジェジュン：オン・ザ・ロード 』今夏ロードショー決定!｜J-JUN JAPAN OFFICIAL SITE (яп.). J-JUN JAPAN OFFICIAL SITE. Дата обращения: 6 апреля 2021. Архивировано 6 апреля 2021 года.
100. ↑  ジェジュンの人生を赤裸々に振り返る記録映画が今夏公開「僕を深く知って」 (яп.). nikkansports.com (6 апреля 2021). Дата обращения: 6 апреля 2021. Архивировано 5 апреля 2021 года.
101. ↑  37살 김재중, 팬사랑 말고 방부제 먹나 봐..2022년에도 한류스타 (кор.). The Chosun Ilbo (1 января 2022). Дата обращения: 15 апреля 2022. Архивировано 15 апреля 2022 года.
102. ↑  今田美桜、ジェジュン＆石橋静河とキュートな3ショット公開 ハッシュタグは『＃悪女わる』→『＃わるドラマ』に変更 (яп.). ORICON NEWS (27 апреля 2022). Дата обращения: 2 мая 2022. Архивировано 2 мая 2022 года.
103. ↑  '손연재 갈라쇼 디렉터' JYJ 김재중 축하화환 러시 (кор.). Nate News (11 июня 2011). Дата обращения: 27 сентября 2020. Архивировано 4 мая 2021 года.
104. ↑  The Korea Herald. Jaejoong's fashion brand to be released in China (лат.). The Korea Herald (5 сентября 2014). Дата обращения: 21 сентября 2020. Архивировано 13 января 2017 года.
105. ↑  Jaejoong's new role as fashion art director (лат.). Kpop Herald (26 февраля 2015). Дата обращения: 21 сентября 2020. Архивировано 23 августа 2017 года.
106. ↑  MOLDIR on Instagram: "MOLDIR IS CLOSING *DUE TO WORLD HEALTH SITUATIONS WE HAVE DECIDED TO CLOSE OPERATIONS FOR SAFETY AND RESTRUCTURING. ♡WE THANK YOU FOR A…". Instagram (26 марта 2020). Дата обращения: 21 сентября 2020. Архивировано 21 апреля 2023 года.
107. 1 2  ジェジュン初の料理本発売決定！先行予約のご案内｜J-JUN JAPAN OFFICIAL SITE (яп.). J-JUN JAPAN OFFICIAL SITE. Дата обращения: 27 сентября 2020. Архивировано 27 сентября 2020 года.
108. ↑  料理本"JAEJOONG'S ROMANTIC RECIPES Vol 2. " SHOP販売開始のご案内｜J-JUN JAPAN OFFICIAL SITE (яп.). J-JUN JAPAN OFFICIAL SITE. Дата обращения: 27 сентября 2020. Архивировано 27 сентября 2020 года.
109. ↑  Up close and personal with Korean heartthrob Jaejoong Kim. Hashtag Legend (29 ноября 2019). Дата обращения: 27 сентября 2020. Архивировано 6 сентября 2020 года.
110. ↑  Kim Jae-joong to join Army in March. Korea JoongAng Daily (6 марта 2015). Дата обращения: 3 августа 2017. Архивировано 3 августа 2017 года.
111. ↑  JYJ′s Kim Jae Joong Spotted at Basic Training Completion Ceremony. enewsWave (7 мая 2015). Дата обращения: 3 августа 2017. Архивировано 4 августа 2017 года.
112. ↑  JYJ's Jaejoong, Super Junior's Sungmin return from military. The Korea Times (30 декабря 2016). Дата обращения: 6 января 2017. Архивировано 6 января 2017 года.
113. ↑  It's April Fools' Day, So a K-Pop Star Pulled a Coronavirus Prank. The New York Times (1 марта 2020). Дата обращения: 26 сентября 2020. Архивировано 29 августа 2020 года.
114. ↑  K-Pop star sorry for coronavirus April fool's joke (кор.). BBC News (1 марта 2020). Дата обращения: 26 сентября 2020. Архивировано 17 октября 2020 года.
115. ↑  Jaejoong Apologizes After April Fools' Day Coronavirus Diagnosis Prank Leaves Fans Outraged. PEOPLE.com (1 марта 2020). Дата обращения: 2 апреля 2020. Архивировано 1 апреля 2020 года.
116. ↑  Peaks on the Circle Album Chart:
  - Born Gene (2022) (кор.). Circle Chart. Дата обращения: 22 сентября 2022. Архивировано 22 сентября 2022 года.
  - Flower Garden (2024) (кор.). Circle Chart. Дата обращения: 4 июля 2024. Архивировано 4 июля 2024 года.
117. 1 2  ジェジュンの売上ランキング (яп.). Oricon. Дата обращения: 2 октября 2019. Архивировано 30 июля 2019 года.
  - Singing Love (2020) (яп.). Oricon. Дата обращения: 22 января 2020. Архивировано 22 января 2020 года.
  - Born Gene (2022) (яп.). Oricon. Дата обращения: 21 сентября 2022. Архивировано 21 сентября 2022 года.
  - Flower Garden (2024) (яп.). Oricon. Дата обращения: 10 июня 2024. Архивировано 10 июля 2024 года.
118. 1 2  Gaon Chart – 2013. Дата обращения: 24 февраля 2016. Архивировано из оригинала 3 марта 2016 года.
119. ↑  Gaon Chart – 2014. Дата обращения: 24 февраля 2016. Архивировано 8 июня 2015 года.
120. 1 2  Oricon Monthly Albums Ranking: January 2013 (яп.). Oricon. Дата обращения: 24 февраля 2016. Архивировано 23 марта 2013 года.
121. ↑  Gaon Album Chart – Half Year 2016 (кор.). Gaon Chart. Дата обращения: 10 июля 2016. Архивировано из оригинала 10 декабря 2016 года.
122. ↑  No.X sales:
  - 오리콘 위클리 싱글/앨범/DVD/블루레이 차트 1~100위 (February week 3, 2016) (яп.). Oricon. Дата обращения: 24 февраля 2016. Архивировано 9 марта 2016 года.
  - 오리콘 위클리 싱글/앨범/DVD/블루레이 차트 1~100위 (February week 4, 2016) (яп.). Oricon. Дата обращения: 1 марта 2016. Архивировано 9 марта 2016 года.
123. ↑  Circle Album Chart – Week 38, 2022 (кор.). Circle Chart. Дата обращения: 22 сентября 2022. Архивировано 22 сентября 2022 года.
124. ↑  Необходимо задать параметр title= в шаблоне {{cite web}}.  (яп.). Oricon. Дата обращения: 21 сентября 2022. Архивировано из оригинала 21 сентября 2022 года.
125. ↑  Cumulative Sales of Flower Garden:
  - Circle Album Chart – Week 26, 2024 (кор.). Circle Chart. Дата обращения: 4 июля 2024. Архивировано 4 июля 2024 года.
  - Circle Album Chart – Week 27, 2024 (кор.). Circle Chart. Дата обращения: 11 июля 2024. Архивировано 31 июля 2024 года.
126. ↑  Необходимо задать параметр title= в шаблоне {{cite web}}.  (яп.). Oricon. Дата обращения: 10 июля 2024. Архивировано из оригинала 10 июля 2024 года.
127. ↑  Необходимо задать параметр title= в шаблоне {{cite web}}.  (яп.). Oricon. Дата обращения: 2 октября 2019. Архивировано 2 октября 2019 года.
128. ↑  【ビルボード】ジェジュン『Love Covers II』が48,082枚でALセールス首位 ヨルシカ『盗作』は2位に - Daily News (яп.). Billboard JAPAN (3 августа 2020). Дата обращения: 4 августа 2020. Архивировано 3 августа 2020 года.
129. ↑  ジェジュン、カバーアルバム第2弾が通算3作目の1位に【オリコンランキング】 (яп.). ORICON NEWS (4 августа 2020). Дата обращения: 4 августа 2020. Архивировано 3 августа 2020 года.
130. ↑  オリコン週間 アルバムランキング – 2022年11月21日付 (яп.). Oricon. Дата обращения: 16 ноября 2022. Архивировано 16 ноября 2022 года.
131. ↑  オリコン週間 アルバムランキング – 2023年11月13日付 (яп.). Oricon. Дата обращения: 8 ноября 2023. Архивировано 8 ноября 2023 года.
132. ↑  Love Song – Week 3 of 2020 (кор.). Gaon Chart. Дата обращения: 23 января 2020. Архивировано 4 июня 2020 года.
133. ↑  Oricon Weekly Albums Ranking (яп.). Oricon. Дата обращения: 24 февраля 2016. Архивировано 6 октября 2014 года.
134. ↑  Необходимо задать параметр title= в шаблоне {{cite web}}.  (кор.). Gaon Music Chart. Дата обращения: 6 февраля 2020. Архивировано 10 марта 2020 года.
135. ↑  Необходимо задать параметр title= в шаблоне {{cite web}}.  (яп.). Oricon. Дата обращения: 22 января 2020. Архивировано 22 января 2020 года.
136. ↑  Gaon Weekly Chart:
  - Mine. Дата обращения: 10 августа 2018. Архивировано 7 января 2019 года.
137. ↑  Необходимо задать параметр title= в шаблоне {{cite web}}.  (яп.). Oricon. Дата обращения: 1 июля 2015. Архивировано 5 мая 2018 года.
138. ↑  Japan Hot 100:
  - Sign / Your Love. Дата обращения: 10 августа 2018. Архивировано 5 июля 2018 года.
  - Defiance. Дата обращения: 31 октября 2018. Архивировано 24 октября 2018 года.
139. ↑  Cumulative sales for Mine:
  - 2013년 01월 (January 2013) Download Chart (кор.). Gaon Chart. Дата обращения: 9 июня 2015. Архивировано 10 марта 2016 года.
140. ↑  Cumulative sales for "Sign" / "Your Love":
  - Необходимо задать параметр title= в шаблоне {{cite web}}.  (яп.). Oricon. Дата обращения: 4 июля 2018. Архивировано 4 июля 2018 года.
  - 2018 Oricon Chart – July Week 2. Oricon. Дата обращения: 10 августа 2018. Архивировано 25 июля 2018 года.
141. ↑  ゴールドディスク認定 (see 2018年7月). RIAJ. Дата обращения: 10 августа 2018. Архивировано 5 ноября 2015 года.
142. ↑  Cumulative sales for Defiance:
  - Необходимо задать параметр title= в шаблоне {{cite web}}.  (яп.). Oricon. Дата обращения: 1 ноября 2018. Архивировано 31 октября 2018 года.
143. ↑  ゴールドディスク認定 (see 2018年10月). RIAJ. Дата обращения: 9 ноября 2018. Архивировано 5 ноября 2015 года.
144. ↑  週間 CDシングルランキング 2020年03月23日付 (яп.). Oricon. Дата обращения: 18 марта 2020. Архивировано 18 марта 2020 года.
145. ↑  オリコン週間 シングルランキング 2021年03月29日～2021年04月04日 (яп.). Oricon. Дата обращения: 7 апреля 2021. Архивировано 7 апреля 2021 года.
146. ↑  JYJ's Kim Jae Joong Breaks Free and Spreads his Wings in 'Mine' MV. enewsWorld (17 января 2013). Дата обращения: 3 августа 2017. Архивировано 3 августа 2017 года.
147. ↑  JYJ's Kim Jae Joong Gets a Little Creepy in 'Just Another Girl' Teaser. enewsWorld (22 октября 2013). Дата обращения: 3 августа 2017. Архивировано 4 августа 2017 года.
148. ↑  Ho, Stewart (21 мая 2012). Kim Jae Joong to Sing Self-Written Song for 'Time Slip Dr. Jin' OST. enewsWorld. CJ E&M. Архивировано из оригинала 11 января 2013.
149. 1 2  Kim Jae Joong's Self-Written Song Included in 'The Jackal is Coming' OST. enewsWorld (15 ноября 2012). Дата обращения: 3 августа 2017. Архивировано из оригинала 3 августа 2017 года.
150. 1 2  JYJ Kim Jae Joong to Sing for 'Triangle' OST. enewsWorld (3 июня 2014). Дата обращения: 3 августа 2017. Архивировано из оригинала 4 августа 2017 года.
151. ↑  ジェジュンが歌うオープニング主題歌のプロデュースはHYDE！さらにコメント到着！ (яп.). Noblesse. Дата обращения: 19 сентября 2020. Архивировано 2 октября 2020 года.
152. ↑  JYJ′s Kim Jae Joong Penned Lyrics for Baek Seung Heon's Debut Track. enewsWorld. Дата обращения: 3 августа 2017. Архивировано 3 августа 2017 года.
153. ↑  Son Jeong-bin (15 июля 2021). 김재중이 걸어온 길…다큐 '온 더 로드' CGV 단독 개봉 [The path Kim Jaejoong walked... CGV exclusive release of documentary 'On the Road']. Newsis (кор.). Naver. Архивировано 25 апреля 2023. Дата обращения: 15 июля 2021.
154. ↑  JYJ singer brings voice to nature doc. Korea JoongAng Daily (14 августа 2013). Дата обращения: 3 августа 2017. Архивировано 3 августа 2017 года.
155. ↑  Chun Joo-young. 김재중X크로스진 출신 타쿠야, 한국 여행기 담은 日 예능 출연 (кор.). My Daily (18 октября 2021). Дата обращения: 18 октября 2021. Архивировано 26 апреля 2023 года.
156. ↑  Jang Jin-ri. [단독]김재중, '마을애 가게' 뜬다…'동네청년'의 힐링 웃음 정복 (кор.). Spotify News (27 октября 2021). Дата обращения: 27 октября 2021. Архивировано 21 апреля 2023 года.
157. ↑  Kim Won-gyeom. 김재중, '희망TV SBS' MC 맡았다 "선한 영향력 기대 (кор.). SpoTV News (10 июня 2022). Дата обращения: 10 июня 2022. Архивировано 29 августа 2023 года.
158. ↑  Yoo, Jung-min. 김재중→세븐틴 정한·디노, '요술램프'로 뭉쳤다…9월 25일 첫 방송 (кор.). MBC Entertainment (28 августа 2023). Дата обращения: 29 августа 2023. Архивировано 29 августа 2023 года.
159. ↑  Tugonon, Christian. Complete AAA winners list: Asia's top artists in 2023 (англ.). SunStar (19 декабря 2023). Дата обращения: 9 января 2024. Архивировано 22 декабря 2023 года.
160. ↑  【亞洲電影大獎紅氈】金在中愛拍動作戲 朴敘俊想同型男郭富城合作 (кит.). Yahoo! Hong Kong. Sing Tao Daily. 17 марта 2019. Архивировано 4 мая 2021. Дата обращения: 27 августа 2020.
161. ↑  [BIFF Press Release] Winners of the Asia Contents Awards of the Asian Film Market 2019 Announced. Busan International Film Festival (6 октября 2019). Дата обращения: 27 августа 2020. Архивировано 8 октября 2019 года.
162. ↑  History (кор.). Golden Disc Awards. Дата обращения: 27 августа 2020. Архивировано 27 декабря 2020 года.
163. ↑  Best 3 Albums (яп.). Japan Gold Disc Award. Дата обращения: 27 августа 2020. Архивировано 30 июня 2020 года.
164. ↑  第61回 日本レコード大賞 各賞発表 (яп.). Tokyo Broadcasting System Television. Дата обращения: 27 августа 2020. Архивировано 24 августа 2020 года.
165. ↑  Kim Soo-hyun wins at drama festival. Korea JoongAng Daily (3 октября 2014). Дата обращения: 3 августа 2017. Архивировано 7 сентября 2018 года.
166. ↑  JYJ′s Kim Jae Joong Receives Another Rookie Award at the ′MBC Drama Awards′. enewsWorld (31 декабря 2012). Дата обращения: 3 августа 2017. Архивировано 3 августа 2017 года.
167. ↑  Необходимо задать параметр title= в шаблоне {{cite web}}.  (яп.). Nikkan Sports. Дата обращения: 8 ноября 2012. Архивировано 29 февраля 2012 года.
168. ↑  Villano, Alexa. A K-Pop convention like no other. The Philippine Star (1 января 2011). Дата обращения: 11 апреля 2022. Архивировано 26 ноября 2020 года.
169. ↑  Thousands gather for the 3rd Philippine K-Pop convention (неопр.). Yahoo! News Philippines (1 января 2012). Дата обращения: 11 апреля 2022. Архивировано 9 апреля 2022 года.
170. ↑  The Fourth Annual Kpop Convention. Manila Korean Times (3 января 2013). Архивировано 15 июля 2015 года.
171. ↑  JYJ 재중-유천 방송3사 '신인상 싹쓸이' 연기돌 진화. Newsen. 1 января 2012. Архивировано 4 мая 2021. Дата обращения: 26 сентября 2020.
172. ↑  Seoul to host global TV drama festival next month. The Korea Times (29 августа 2013). Дата обращения: 3 августа 2017. Архивировано 3 августа 2017 года.
173. ↑  Kim Jae-joong beats Justin Bieber at Shorty Awards. Korea JoongAng Daily (29 февраля 2012). Дата обращения: 3 августа 2017. Архивировано 3 августа 2017 года.
174. ↑  K-pop artists win big at 'Yin Yue Tai V-Chart Awards'. The Korea Herald (9 апреля 2017). Дата обращения: 3 августа 2017. Архивировано 3 августа 2017 года.